# Константина Цибанаку
Константина Цибанаку (грец. Κωνσταντίνα Τσιβανάκου; нар. 16 жовтня 1981) — грецька борчиня вільного стилю, бронзова призерка чемпіонату Європи.

## Життєпис
Боротьбою почала займатися з 1997 року. Була срібною призеркою чемпіонату світу та чемпіонату Європи 1998 року серед юніорів. Наступного року повторила цей результат на світовій юніорській першості. У 2000 році стала чемпіонкою Європи серед юніорів, а у 2001 знову стала віце-чемпіонкою світу серед юніорів.
Виступав за борцівський клуб P.A.O. з міста Волос. Тренер — Ліа Ніколау.

## Спортивні результати на міжнародних змаганнях

### Виступи на Чемпіонатах світу
| Змагання                        | Збірна | Вагова категорія          | Місце |
| ------------------------------- | ------ | ------------------------- | ----- |
| Чемпіонат світу з боротьби 1997 | Греція | жіноча боротьба, до 51 кг | 11    |
| Чемпіонат світу з боротьби 1999 | Греція | жіноча боротьба, до 56 кг | 11    |
| Чемпіонат світу з боротьби 2000 | Греція | жіноча боротьба, до 56 кг | 9     |
| Чемпіонат світу з боротьби 2001 | Греція | жіноча боротьба, до 56 кг | 15    |
| Чемпіонат світу з боротьби 2002 | Греція | жіноча боротьба, до 55 кг | 4     |
| Чемпіонат світу з боротьби 2003 | Греція | жіноча боротьба, до 59 кг | 12    |

### Виступи на Чемпіонатах Європи
| Змагання                         | Збірна | Вагова категорія          | Місце  |
| -------------------------------- | ------ | ------------------------- | ------ |
| Чемпіонат Європи з боротьби 1998 | Греція | жіноча боротьба, до 51 кг | 4      |
| Чемпіонат Європи з боротьби 2000 | Греція | жіноча боротьба, до 56 кг | 4      |
| Чемпіонат Європи з боротьби 2001 | Греція | жіноча боротьба, до 56 кг | Бронза |

### Виступи на інших змаганнях
| Змагання                           | Збірна | Вагова категорія          | Місце |
| ---------------------------------- | ------ | ------------------------- | ----- |
| Austrian Ladies Open 2001          | Греція | жіноча боротьба, до 56 кг | 5     |
| Середземноморські ігри 2001        | Греція | жіноча боротьба, до 56 кг | 4     |
| Тестовий турнір FILA 2004          | Греція | жіноча боротьба, до 55 кг | 5     |
| Гран-прі Німеччини з боротьби 2004 | Греція | жіноча боротьба, до 55 кг | 11    |

### Виступи на змаганнях молодших вікових груп
| Змагання                                       | Збірна | Вагова категорія          | Місце  |
| ---------------------------------------------- | ------ | ------------------------- | ------ |
| Чемпіонат Європи з боротьби серед юніорів 1997 | Греція | жіноча боротьба, до 50 кг | 7      |
| Чемпіонат Європи з боротьби серед юніорів 1998 | Греція | жіноча боротьба, до 50 кг | Срібло |
| Чемпіонат світу з боротьби серед юніорів 1998  | Греція | жіноча боротьба, до 54 кг | Срібло |
| Чемпіонат Європи з боротьби серед юніорів 1999 | Греція | жіноча боротьба, до 54 кг | 7      |
| Чемпіонат світу з боротьби серед юніорів 1999  | Греція | жіноча боротьба, до 54 кг | Срібло |
| Чемпіонат Європи з боротьби серед юніорів 2000 | Греція | жіноча боротьба, до 54 кг | Золото |
| Чемпіонат світу з боротьби серед юніорів 2000  | Греція | жіноча боротьба, до 54 кг | 5      |
| Чемпіонат світу з боротьби серед юніорів 2001  | Греція | жіноча боротьба, до 54 кг | Срібло |